# آتسوشی هارادا
آتسوشی هارادا (ژاپنی: 原田 篤؛ زاده ۱۹ ژوئیهٔ ۱۹۷۸) بازیگر اهل ژاپن است. وی از سال ۱۹۹۸ میلادی تاکنون مشغول فعالیت بوده‌است.